# Хмель, Александр Емельянович
Александр Емельянович Хмель (1904, село Каменево, теперь Льговского района Курской области — 1998) — советский военный деятель, политработник, генерал-лейтенант. Депутат Верховного Совета УССР 4-го созыва.

## Биография
Родился в крестьянской семье.
С 1926 по 1928 год служил в Красной армии.
Член ВКП(б) с 1926 года.
С 1933 года — в Красной армии на военно-политической работе.
В 1940 — июне 1941 года — начальник политического отдела (комиссар) Ленинградской Краснознаменной пехотной военной школы имени Кирова в городе Ораниенбауме возле Ленинграда.
Участник Великой Отечественной войны с 1941 года. С декабря 1941 до апреля 1942 года — военный комиссар 189-й стрелковой дивизии. В 1942 году — член Военного совета Невской группы войск Ленинградского фронта. С декабря 1942 до декабря 1943 года — член Военного совета 67-й армии. С декабря 1943 по 1944 год — заместитель начальника Политического управления Ленинградского фронта. В июне 1944—1945 года — член Военного совета 42-й армии Ленинградского и 2-го Прибалтийского фронтов.
После войны — на ответственной военно-политической работе в Советской армии.
В декабре 1957 — сентябре 1959 года — член Военного совета — начальник Политического управления Бакинского округа Противовоздушной обороны (ПВО).
С 1959 года — заведующий кафедры партийно-политической работы и основ военного образования Военно-политической академии имени Ленина; заместитель начальника Военно-политической академии имени Ленина.
Затем — в отставке (на пенсии) в Москве.

## Звания
- батальонный комиссар
- бригадный комиссар
- полковой комиссар
- полковник
- генерал-майор (23.11.1943)
- генерал-лейтенант (18.02.1958)

## Награды
- два ордена Отечественной войны I ст. (21.02.1944, 6.04.1985)
- орден Кутузова II ст. (29.06.1945)
- два ордена Красного Знамени (10.02.1943, 1943)
- ордена
- медаль «За оборону Ленинграда» (1943)
- медаль «За победу над Германией в Великой Отечественной войне 1941—1945 годов»
- медали